# Лоран Гунель
Лоран Гунель (фр. Laurent Gounelle, народився 10 серпня 1966) — французький письменник і фахівець у сфері особистісного розвитку. Автор книги про людину, яка хоче бути щасливою.

## Біографія
Лоран Гунель народився та виріс у сім'ї вчених. Його батько був професором та дослідником фізіології. До освіти Гунеля ставилися досить суворо, тому саме читання та спостереження за світом слугували йому втечею від реальності.
Коли Лорану було 17 років, він мріяв стати психіатром.